# アルカディア (カリフォルニア州)
アルカディア（アーケイディア 英: Arcadia）は、アメリカ合衆国カリフォルニア州ロサンゼルス郡の都市。人口は5万6681人（2020年）。ロサンゼルス・ダウンタウンの北東21㎞に位置している。市内にはサンタアニタパーク競馬場やロサンゼルス郡樹木植物園がある。市名はギリシャのアルカディアに由来する。
2010年、『ブルームバーグ ビジネスウィーク』誌はアルカディアを「子どもを育てるのに最も良い場所」の一つに選出した。
2012年、CNN moneyによると、アルカディアの住宅価格の中央値は7番目に高かった。
市の近隣にあるアッパー・ランチョは、2014年のビジネスインサイダーによると南カリフォルニアで23番目に裕福な地区とされ、世帯の平均収入は310,779ドルであった。
2016年、ビジネスインサイダーによると、アルカディアはアメリカで5番目に住宅価格が高い都市であった。4部屋の寝室がある家の平均価格は1,748,680ドルであった。
2020年アメリカ合衆国国勢調査によれば市の人口の64.9パーセントはアジア系である。

## 歴史

### ネイティブアメリカン
8,000年以上にわたって、アルカディアはトングバ族の領域の一部であった。彼らの領域はロサンゼルス盆地からサンフェルナンド・バレーに跨っていた。領域の境界は曖昧だが、概ね北はサンガブリエル山脈、サンバーナディーノ山脈、西はサンタモニカ山脈、シミヒルズ、東はサンジャシント山脈、サンタアナ山脈、南はサンタカタリナ島まで広がっていた。現在アルカディアにあるトングバ族の居住地はAlyeupkignaとして知られている。

### ランチョの時代
町があった場所は、1771年からサンガブリエル伝道所の教区となっていた。伝道所でミッション・インディアンになると、トングバ族はスペイン人からガブリエレーノと呼ばれるようになった。スペイン人は彼らを支配下に置き、使役した。現在、トングバ族またはガブリエレーノだと自覚している人は1,700人いる。
1845年、ヒューゴ・レイドとトングバ族の妻、ヴィクトリア・バルトロメア・レイドに土地譲渡の特許が出された。レイドは1852年に書いた一連の手紙でトングバ族について記録した。1847年、彼はランチョ・サンタアニタをヘンリー・ダルトンに売却した。

#### ラッキー・ボールドウィン
その後ランチョの所有者はゴールドラッシュの移民、ビジネスマン、そして1875年には大地主のエリアス・ジャクソン・"ラッキー"・ボールドウィンと、数回変わった。ボールドウィンはランチョサンタアニタの8,000エーカー（32km2 ）を20万ドルで購入した。彼は周りを見渡すと、「とんでもない！ここは楽園だ！」と息をのんだ。土地を購入すると、ボールドウィンはここに自分の家を建てることに決め、すぐに家を建てはじめ、農場、果樹園、牧場の整備に取り掛かった。ボールドウィンは彼の4番目の妻と自分のためにクイーン・アン・コテージを建設した。現在はロサンゼルス郡樹木植物園に保存されている。1885年、ボールドウィンが株主であったロサンゼルス・サンガブリエルバレー鉄道が開通し、土地の一部は分譲地になった。後にこの路線はサンタフェ鉄道になった。1889年、ファースト・アベニューとセントジョセフ・ストリートの交差点のちょうど北側、線路に隣接した場所に、彼の新しい町の中心的存在としてホテル・オークウッドをオープンした。最初の酒類販売権は彼の娘、クララ・ボールドウィンに交付された。隣接するパサデナが1886年に設立されてから酒類の販売が禁止されていたことを考慮すると、これは重要なことである。1890年、ボールドウィンの利益のため、また町の人々の要求によりランチョ・サンタアニタ駅が建設された。

### 1900年〜第二次世界大戦
20世紀末までに、アルカディアの人口は500人を超えた。経済の基盤は娯楽、スポーツ、サービス業、ギャンブルなどであった。後にサンタアニタパーク競馬場が作られた 。ボールドウィンはアルカディアが1903年に市となるのを監督し、初代市長に就任した。

#### アノアキア
1913年、ラッキー・ボールドウィンの娘アニタ・ボールドウィンは、父から相続したボールドウィン・ランチに50室の部屋を有する屋敷を建て、「アノアキア」と名づけた。17,000m2の広さを誇る屋敷はネオルネッサンス建築で建てられ、メイナード・ディクソンの壁画が描かれた。広いプールの横には列柱が並べられたギリシア復興様式の「パルテノン」という浴場・ジムがあり、養蜂場や鳥小屋、犬小屋、馬小屋、テニスコート、東屋などもあった。オークの林は保存されていた。
彼女が1939年に亡くなると、アノアキアは女子校になり、1967年には男女共学の学校になった。1990年にはドゥアルテ市に移転し、アニタ・オークス学校となった。学校の経営者は古い屋敷を中心として住宅地に発展させようとしたが、市に却下された 。地元住民や地域の文化財保護活動家との議論の後、1999年に市議会は建物を取り壊し、不動産を新しいオーナーによって発展させることを投票で決めた 。屋敷とそれに付属する建物や庭、無数のカリフォルニアスズカケノキ、カリフォルニアライブオークは、高級住宅地にするために2000年に取り壊された 。建物の一部は持ち出され、移転した。南東の角にあったゲートハウスと外周の壁のみは残され、「アノアキア・エステーツ」として開発された。

#### 戦間期
第一次世界大戦中、アルカディアの現在サンタアニタパーク競馬場がある場所には連邦陸軍のロス・フィールド飛行場があった。陸軍の観測者はここで熱気球で敵の動きを監視する技術を習得した。
第一次世界大戦の後、アルカディアの人口は増加し、地域の経済は多くの養鶏場等による農業によって支えられた。1920年代から1930年代、アルカディアは現在の住宅都市へと変貌し始めた。小さな農場や養鶏場は住宅になり、図書館やシティホールも建設された。かつてはルート66が市内を通っていた。現在はコロラド・ブールバードになっている。
市内に競馬場を作ったラッキー・ボールドウィンのもとで、一時的に競馬が栄えたが、1909年に州によって禁止された。1934年12月、隣接した場所にサンタアニタパーク競馬場が開場し、競馬は再び合法となった。建築家のゴードン・カウフマンによって、コロニアル様式とストリームライン・モダン様式を融合した様々な建物が設計された。

#### サンタアニタ集合センター

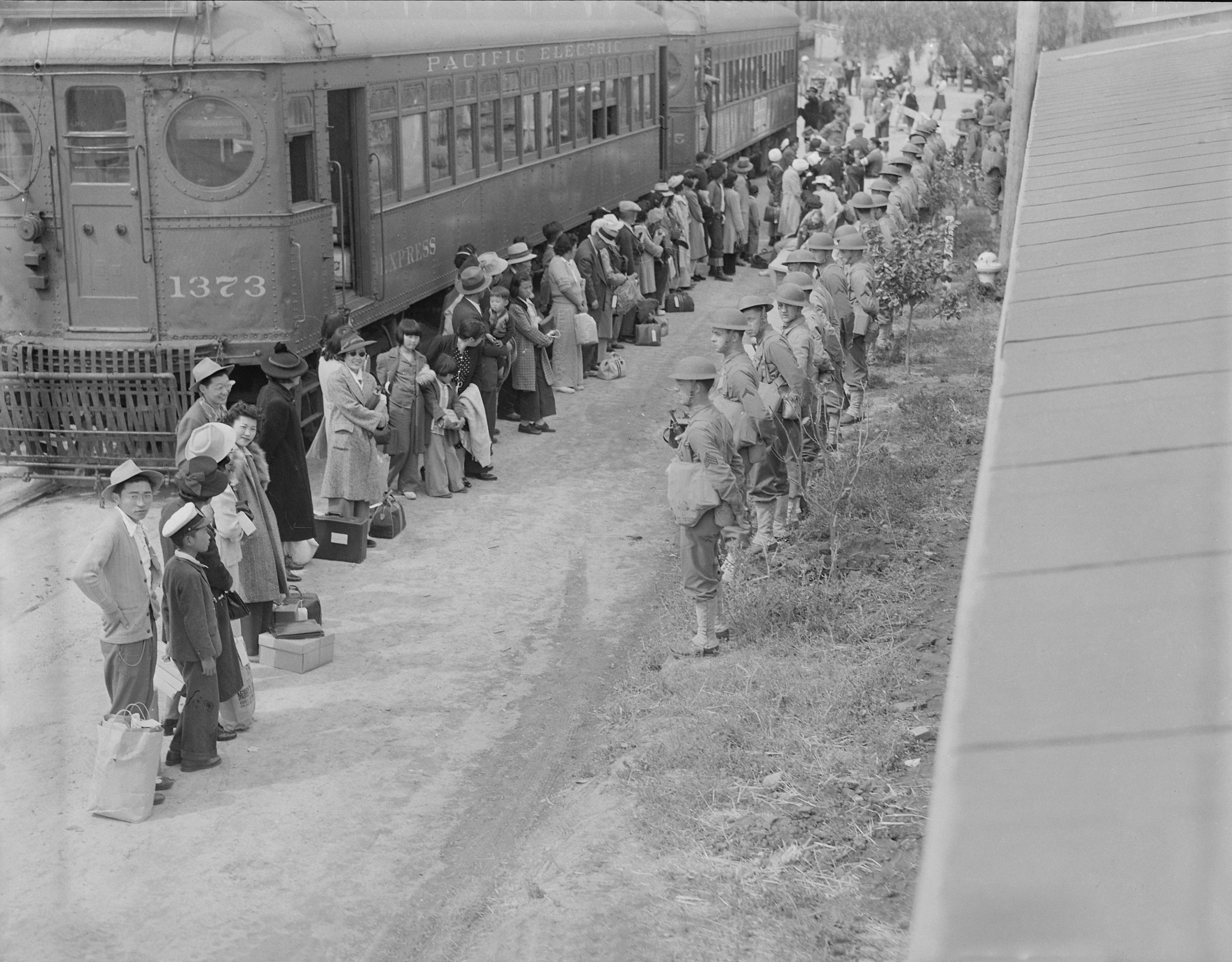
サンタアニタ集合センターに到着した日系アメリカ人

第二次世界大戦中の1942年、サンタアニタパーク競馬場のレーストラックは日系アメリカ人収容のためのサンタアニタ集合センターとなった。彼らは自宅やコミュニティから立ち退くことを強いられ、フランクリン・ルーズベルト大統領が発令した大統領令9066号のもとで強制収容された。日系人はカリフォルニア州内陸部または州外の日系人収容所に送られるまでの間、集合センターに拘留された。全18か所あった集合センターのうち、サンタアニタの集合センターは最も大規模で長期間にわたり存在した。18,000人以上の人々が原始的な環境の競馬場で生活していた。タール紙に覆われたバラックが400軒以上建てられ、1軒につき3つの家族が収容された。約8,500人は厩舎だった場所で生活した。独身男性は競馬場の観覧席で生活した。共同のシャワーはあったが、個人用の風呂場はなく、24時間監視下に置かれた。環境は極めて厳しく、一人につき「軍用簡易ベッド、毛布とわらの枕が一つ」与えられた 。集合センターは1942年3月から10月末まで置かれていた。その後日系人は州内のマンザナー強制収容所やトゥーリーレイク戦争移住センター、その他西部やアーカンソー州にあった8つの強制収容所に送られた。
現在記念碑などは残っていないが、集合センターがあった場所はカリフォルニア州の州定歴史建造物になっている。
1942年11月、アメリカ陸軍武器科の訓練施設とするために移譲され、キャンプ・サンタアニタに改名された。戦争終盤にはドイツアフリカ軍団の数千人の捕虜を収容した。

### 戦後
アルカディアは隣接するパサデナの裕福な郊外として成長した。ロサンゼルス・タイムズの御曹司で、隣接するシエラマドレに住んでいたハリー・チャンドラーが広い区画の住宅地を開発した。宇宙産業、競馬関連の事業、金融業など多くの企業の経営者が市を居住地として選んだ。
戦後の好景気によりアルカディアは郊外型住宅地として急速に発展し、多くの養鶏場は住宅地の区画に分割された。1940年から1950年の間で人口は2.5倍以上に増加した。住宅ブームは1950年代から1960年代にかけても続き、成長に伴って学校の整備、商業施設の建設、行政サービスの拡張が必要になった。
戦後景気の間、現代的な商業地区はボールドウィン・アベニューに沿って、ハンティントン・ドライブとの交差点から南側に広がった。1951年、ウェスト・アルカディア・ハブと呼ばれたこの商業地に、ヒンショー（Hinshaw's）が所有するデパートが新たにオープンした。アルカディアでは初めて建設された大型デパートであった。パサデナを除くサンガブリエル・バレー西部では最大規模であった。この開発はアルカディアが次第にサンガブリエル・バレーで有力な商業地の一つになりつつあることを示していた。
1947年、ボールドウィン・ランチの中心部を含む111エーカー（0.45km2）がカリフォルニア州とロサンゼルス郡に譲渡され、ロサンゼルス郡樹木植物園になった。
1965年に連邦最高裁から判決が下されるまで、アルカディア市内での全ての不動産の売買契約には、白人のプロテスタントにしか売ることができないという条項が付いていた。しかしながら、最高裁は1948年のシェリー対クレーマー事件の判例に基づき、これらの条項に法的強制力はないという判決を下した。実際には、1965年以前から多くの非プロテスタント系家族はアルカディアに住宅を所有して暮らしていた。
1975年10月、サンタアニタ・ファッションパークがボールドウィン・アベニューとハンティントン・ドライブの角、かつてサンタアニタ集合センターがあった場所の一角にオープンした。画家のロイ・リキテンスタインが描いた巨大な「ブルー・ヘッド」が特徴的だったが、後に撤去された。2004年に拡張され、ウェストフィールド・サンタアニタと改名した。2000年代後半にはグレート・リセッションの影響を受けたが、集客を続けている。
以前アルカディアに住んでいたジェームス・ドブソンは非営利のキリスト教団体フォーカス・オン・ザ・ファミリーを市で立ち上げた。当初オフィスはフットヒル・ブールバードの南側にあった。数年後には倉庫の場所をモンロビアにも広げ、1990年にはアルカディアから完全に移動した。現在はコロラドスプリングスに拠点を置いているが、アルカディアにも数千人の会員がいる。
1990年代後半、アパッチ族のマスコットを使用したとして、アメリカ先住民の活動家がアルカディア高校を訴えると脅した。高校ではマスコットや新聞、テレビ番組、掲示板等様々なものにアメリカ先住民のシンボルが使われ、それが活動家たちの目に入った。多くのアルカディア市民は次第に攻撃的になった。一部の市民やネイティブアメリカンを祖先に持つ卒業生はこれらのシンボルを使うことに反対した。学校はネイティブアメリカンのグループに相談し、多少の譲歩はしたが、マスコットを変えることはなかった。
アルカディアの富裕層向けの住宅地は主にフットヒル・フリーウェイの北側で、住宅所有者組合によって管理されていた。中国の富裕層からの評判は高まり、住宅価格は高騰し、「中国人のビバリーヒルズ」と呼ばれることもある。以前はサンマリノがチャイニーズドリームの頂点としてよく知られていたが、現在はアルカディアの住宅が彼らの興味を引いている。

## 地理
アルカディアは、サンガブリエル・バレーの中にあり、ロサンゼルス・ダウンタウンの北東に位置している。パサデナ、シエラマドレ、エルモンテ、サンマリノ、モンロビア、テンプルシティと接している。
アメリカ合衆国国勢調査局によると、市域全面積は11.1平方マイル (209 km2)で、このうち陸地は0.2平方マイル (0.52 km2)、水域は水域率は1.87%である。

## 人口動態
以下は2010年の国勢調査による人口統計データである。
| 基礎データ - 人口: 56,364人 - 世帯数: 19,592 世帯 - 家族数: 15,005 家族 - 人口密度: 1,954.6人/km2（5,062.5人/mi2） - 住宅数: 20,686 軒 - 住宅密度: 717.4軒/km2（1,858.0 軒/mi2） - 住宅 - 持家: 63.1% - 賃貸: 36.9% - 住人 - 持家: 65.6% - 賃貸: 32.8% - 空家率 - 持家: 1.1% - 賃貸: 6.7% - 集団生活者: 639人（1.1%） - 施設収容者: 223人（0.4%） 人種別人口構成 - 白人: 32.3%（ヒスパニックを除くと25.7%） - アフリカン・アメリカン: 1.2% - ネイティブ・アメリカン: 0.3% - アジア人: 59.2% - 太平洋諸島系: 0.03% - その他の人種:4.2% - 混血: 2.8% - ヒスパニック・ラテン系: 12.1% | 年齢別人口構成 - 18歳未満: 21.8% - 18-24歳: 7.3% - 25-44歳: 23.8% - 45-64歳: 30.8% - 65歳以上: 16.3% - 年齢の中央値: 43.2歳 - 性比（女性100人あたり男性の人口） - 総人口: 91.2 - 18歳以上: 87.7 世帯と家族（対世帯数） - 18歳未満の子供がいる: 37.4% - 結婚・同居している夫婦: 59.7% - 未婚・離婚・死別女性が世帯主:12.4% - 未婚・離婚・死別男性が世帯主: 4.4% - 未婚の異性のカップル: 4.2% - 同性のカップル: 0.5% - 単身世帯: 19.7% - 65歳以上の老人1人暮らし: 9.8% - 平均構成人数 - 世帯: 2.83人 - 家族: 3.26人 収入と家計 - 世帯収入の中央値: 56,014 米ドル - 貧困線以下人口: 15.2% |

## 経済
アルカディアの経済は卸売業、小売業、製造業、医療や社会扶助、芸術、エンターテインメント、娯楽などで支えられている。サンタアニタパーク競馬場からの収入が市の公共事業を長期間支えており、その結果市の債務はかなり少なくなっている。
ウェストフィールド・サンタアニタ（以前はサンタアニタ・ファッションパーク）は市の主要なショッピングセンターである。2005年、新たなフードコート、デイブ＆バスターズ、ザ・チーズケーキ・ファクトリー、16スクリーンのAMCシアターズ、その他様々なショップやレストランなどを含む第一次拡張が完成した。2009年には第二次拡張が完了した。屋外型の「ザ・プロムナード」にはコーチ、タルボットなどのブランド店など、新たに30店舗が出店した。
ウェストフィールド・サンタアニタに隣接したサンタアニタ・パークでは、市で2番目のショッピングセンターとなるマグナ・エンターテインメントの建設がカルーソ・アフィリエーテッド社により提案されているが、当分実現しそうにない。「ザ・ショップ・アット・サンタアニタ」と呼ばれるこの物議を醸しているプロジェクトは、莫大な投資に対する賛否など、地域住民の間で激しい論争となっている。もし2つ目のショッピングセンターが建設されると、両方合わせてロサンゼルス郡で最大の商業地区がアルカディアに形成されることになる。プロジェクトには市議会の承認が必要となるが、競馬場の南にある駐車場に計画されているため、競馬場の駐車スペースが大幅に減らされることになる。
市の包括的年間財務報告書2016年版によれば、市内の大きな雇用者は以下の通りである。
| 順位 | 雇用主                          | 従業員数 |
| ---- | ------------------------------- | -------- |
| 1    | ノードストローム                | 412      |
| 2    | メイシーズ・ウェスト            | 329      |
| 3    | ウォーリー･パーソンズ・グループ | 285      |
| 4    | J.C.ペニー                      | 236      |
| 5    | デイブ＆バスターズ              | 194      |
| 6    | ザ・チーズケーキ・ファクトリー  | 175      |
| 7    | J.T.ポージー                    | 162      |
| 8    | 99ランチマーケット              | 146      |
| 9    | FOREVER 21                      | 133      |
| 10   | Danco Metal Surfacing           | 132      |

## 行政
市はシティー・マネージャー制を採用しており、市議会の定数は5人となっている。市議会議員の任期は4年である。議員の中から市長を選出する。市長の任期は1年である。
アルカディア警察署は市内を常にパトロールし、市民の安全を守っている。
ロサンゼルス郡健康サービス部はモンロビア市にモンロビア・ヘルスセンターを運営しており、アルカディア市民も利用できる。

## 政治
カリフォルニア州議会では上院の第22選挙区、下院の第49選挙区に属している。
連邦議会下院ではカリフォルニア第27選挙区に属し、民主党のジュディ・チューが選出されている。

## 交通
アルカディアを通る主要な道路はフットヒル・ブールバード、ハンティントン・ドライブ、フットヒル・フリーウェイ（州間高速道路210号線）である。
2016年、メトロが運営するロサンゼルス郡都市圏交通局L線のアルカディア駅が開業した。1stアベニューとサンタクララ・ストリートの交差点の北西に駅がある。

## 教育
市の初等・中等教育はアルカディア統一教育学区が管轄している。読解力の点数は州の平均より76.6%高く、数学は67.9%高かった。アルカディアの子どもの88％は公立学校に通い、12％は私立学校や教区学校似通っていると推定される。
アルカディア統一教育学区には全国有数の名門校とされるアルカディア高校がある。カリフォルニアでは数少ない、GreatSchools Ratingで10点満点を獲得した高校である。中学校は3校、小学校は6校あり、うち2校がアメリカ合衆国教育省からブルーリボン賞を受賞している。ブルーリボン賞は毎年の厳しい選考を通過した学校が受賞する。カリフォルニア州では約5％の学校が受賞している。受賞するための資格は、落ちこぼれ防止法（No Child Left Behind Act）によるプログラムや学力の指数（API）、年間の学力向上目標（AYP）といった連邦や州の基準に基づいている。必要な項目は数多くかつ厳格で、強力なカリキュラム、信頼できる図書館メディアサービス、熟練した教師、カウンセリングプログラムを基盤としている。
2010年、『ブルームバーグ ビジネスウィーク』誌のカリフォルニアで子どもを育てるのに最も良い場所に2年連続で選出された。市の素晴らしい教育システムや犯罪率が低いことなどが選出の決め手となった。

### 小学校
- ボールドウィン・ストッカー小学校
- カミノ・グローブ小学校
- ハイランド・オークス小学校
- ホリー・アベニュー小学校
- ロングリー・ウェイ小学校
- ヒューゴ・レイド小学校

### 中学校
- （リチャード・ヘンリー・）デイナ中学校
- ファースト・アベニュー中学校
- フットヒルズ中学校

### 高校
- アルカディア高校

州の学力指数（API）のスコアは890で、カリフォルニア州の大規模な高校では最も高い。2010年、アルカディア高校から29人の生徒がナショナル・メリットのファイナリストに選定された。クロスカントリーの全国高校選手権（Nike Cross Nationals）では2010年と2012年の2回、アルカディア高校の男子チームが優勝した。

## 病院
ハンティントン・ドライブ西300番地には22エーカー（89,000m2）の広大な敷地にメソジスト病院がある。460床の病床数を誇るこの病院は1957年にロサンゼルスのダウンタウンからアルカディアへと移転した。メソジスト病院はカリフォルニア州で初めて精神科病棟を開設した病院であった。病院内にある保育所は、企業や法人が運営する保育所としてはアメリカで最も古くからあるものの一つである。ロサンゼルスオリンピックでは公式病院となった。
地域のニーズの変化に対応するために、施設の改修が行われてきた。1998年、バーガータワーが完成し、新たに169床が追加された。2006年にも大規模な改修と拡張を行った。2011年秋、5階建ての病棟と救急外来が新たに開設された。

### メソジスト病院看護学校
看護学校は1915年に定員30人で開校した。10年後、宿舎が建設され、150人を収容できるようになった。この4階建てのレンガ造りの建物はフィロメナ・ホールとして知られ、病院とは地下でつながっており、宿泊施設や教室、体育館があった。閉校するまでの40年以上にわたり、看護学校は数百人の優れた若い看護師を送り出してきた。時代は変わり、看護教育は正規の学校教育の領域で行われるようになった。1958年に最後の学生が卒業した後、学校は閉校した。

## 大衆文化
音楽や文学にその名を残しているルート66は、ハンティントン・ドライブを通り、コロラド・プレイスからコロラド・ストリートへと曲がっていた。その後州間高速道路210号線と並行してアルカディアの中心部を横断していた。
1970年代、ハンター・S・トンプソンはサンタアニタパーク競馬場から通りを挟んで北東にあるモーテルで、『ラスベガスをやっつけろ』のほとんどを書き上げた。
後に世界的なハンバーガーチェーンとなる、マクドナルドの創始者マクドナルド兄弟は、モンロビアとアルカディアの市境にかつて存在したモンロビア空港の近くに、「The Airdrome」というホットドッグ屋を1937年に出店した。この店はルート66沿いにあったが、1940年にサンバーナーディーノに移転した。

### 撮影地として
ターザンなどの多くの映画や、『ファンタジーアイランド』などのテレビドラマがアルカディアで撮影された。ファンタジーアイランドの登場人物タトゥーが鐘を鳴らした鐘楼があり、人気の訪問地となっているクイーン・アン・コテージはロサンゼルス郡樹木植物園内にある。
植物園では野外のシーンやCMの撮影が時々行われている。
サンタアニタパーク競馬場も人気の高い撮影地となっている。2003年の映画『シービスケット (映画)』はサンタアニタパーク競馬場で撮影された。医薬品クラリチンやトヨタのレクサスのCM、テレビドラマ『グレイズ・アナトミー 恋の解剖学』シーズン3の3つのエピソード（「消えゆく私」、「生と死」、「別れの時」）の撮影地にもなった。
コロンビア ピクチャーズが1994年に公開した映画『ノース 小さな旅人』のロケ地の一つにもなった。
1996年のファンタジー・コメディ映画『マチルダ』はアルカディアで撮影された。
2008年のコメディ映画『俺たちステップ・ブラザース -義兄弟-』には市のダービーレストランで撮影されたシーンがある。
2006年の映画『ミッション:インポッシブル3』にはメソジスト病院で撮影されたシーンがある。
映画『クローバーフィールド/HAKAISHA』で生存者たちがブルーミングデールズの店内を歩くシーンは、実際にはウェストフィールド・サンタアニタで改修中のロビンソンズ・メイで撮影された。2008年の映画『イーグル・アイ』もここで撮影された。
2005年の映画『ペナルティ・パパ』にはフットヒルズ中学校や市内の住宅で撮影されたシーンがある。
2013年の映画『ローン・レンジャー』の列車のアクションシーンは、サンタアニタパーク競馬場の駐車場でローラーコースターを組み上げて撮影された。

## 見どころ
ロサンゼルス郡樹木植物園はサンタアニタパーク競馬場から道を挟んだ向かい側にある。植物園の周辺にはクジャクの群れが生息していて、人気の呼び物となっている。クジャクは元々ボールドウィン・ランチでヘビやカタツムリの数を調節するために導入されていたが、後に野生化した。一部の住民にとっては、騒々しい鳴き声や糞害のため、呼び物というよりも迷惑な存在とみなされている。

## 著名な人物
- マーティー・バレット - 野球選手
- ジョン・グラボウ - 野球選手
- ジミー・コンラッド - サッカー選手
- トレイシー・コールドウェル - 宇宙飛行士
- ウィル・ウィートン - 俳優、作家。アルカディア在住
- ジョージ・ウルフ - 騎手
- 長洲未来 - フィギュアスケート選手
- リンゼイ・プライス - 女優
- リック・リーチ - テニス選手

## 姉妹都市
アルカディアはオーストラリアのニューカッスルと姉妹都市提携をしている。市内にはニューカッスル公園がある。ニューカッスルにもアルカディア公園がある。